# Амурский степной хорь
Амурский степной хорь (лат. Mustela eversmanii amurensis) — подвид степного хорька из семейства куньих (Mustelidae).

## Ареал
Основная область ареала находится в Северо-Восточном Китае, в России распространён на Дальнем Востоке на равнинах вблизи рек Амур, Зея, Бурея, Селемджа. Обитает на остепнённых лугах, заросших бурьяном.

## Описание
Питается мелкими грызунами, змеями, лягушками. Гон в марте-апреле, беременность 40—43 дня, в помете от 3—6 до 18 детёнышей. Имеет мягкий, короткий, ровный зимний мех, общий тон его очень яркий, без чёрных концов ости на задней части спины. На мордочке белая окраска в форме маски.

## Охрана вида
Численность неизвестна, но существует мнение, что она сокращается, вследствие чего подвид считается находящимся на грани исчезновения. Был занесен в Красный список МСОП 1996 года. Занесён в красную книгу России.